# Amudja-zade Husayn Paixà
Amudja-zade Husayn Paixà - Amjazade o Köprülü Amcazade Hacı Hüseyin Paşa segons la grafia turca moderna, (? - Silivri, 22 de setembre de 1702) fou gran visir otomà, nebot de Köprülü Mehmet Paixà (Amudja-zade vol dir "fill de l'oncle").
Va prendre part a la campanya de Viena el 1683, però després del fracàs fou cridat a la Porta; va ocupar alguns governs militars de segon orde fins al maig de 1691 quan fou nomenat caimacan (vicegran visir) càrrec del qual fou revocat el gener o febrer de 1602, ocupant un govern militar secundari i tornant al cap d'un temps al lloc de caimacan (gener de 1604) fins al juny de 1694.
El desembre de 1694 fou nomenat kapudan paixà i fou enviat a Quios que havia estat ocupada pels venecians; es va enfrontar a aquests en dues batalles a les illes Spalmadori a la badia de Quios (febrer de 1695), els va derrotar i obligar a evacuar l'illa el maig del 1695. Fou nomenat muhafiz de Quios per uns mesos fins que fou enviat a Adana com a governador. El setembre de 1696 fou nomenat muhafiz de Belgrad.
Va fer diversos suggeriments que no foren escoltats (agost del 1697), però després de la batalla de Zenta i la mort del gran visir Elmas Mehmed Paixà, el sultà el va designar gran visir (17 de setembre de 1697). A l'any següent durant les converses del Tractat de Karlowitz va restar a Belgrad fins que fou acordada la pau (gener de 1699).
Va restar com a gran visir tres anys més, fins al 4 de setembre de 1702; conflictes a la cort i la seva mala salut el va fer dimitir finalment, i es va retirar a les seves propietats a Silivri on va morir als pocs dies.